# Powiat stryjski (Galicja)
Powiat stryjski – dawny powiat kraju koronnego Królestwo Galicji i Lodomerii, istniejący w latach 1867–1918.
Siedzibą c.k. starostwa był Stryj. Powierzchnia powiatu w 1879 roku wynosiła 18,7429 mil kw. (1078,47 km²), a ludność 75 878 osób. Powiat liczył 105 osad, zorganizowanych w 93 gminy katastralne.
Na terenie powiatu działały 2 sądy powiatowe: w Stryju i w Skolem.

## Starostowie powiatu
- Ignacy Lewicki (1871–1882)
- Marceli Manasterski (1890)
- Czesław Niewiadomski (1901[1])

## Komisarze rządowi
- Antoni Punicki (1871)
- Erazm Zaremba (1879–1882, 1890)